# Now and Forever
Now and Forever és una pel·lícula estatunidenca dirigida per Henry Hathaway, estrenada el 1934.

## Argument
Una noia dona una lliçó de moral al seu pare i a la seva esposa, lladres de joies.

## Repartiment
- Gary Cooper: Jerry Day
- Carole Lombard: Toni Carstairs Day
- Shirley Temple: Penelope 'Penny' Day
- Guy Standing: Felix Evans
- Charlotte Granville: Sra. J.H.P. Crane
- Gilbert Emery: James Higginson
- Henry Kolker: M. Clark
- Tetsu Komai: M. Ling
- Akim Tamiroff: Joier